# Кистевики
Кистевики, или кистехвосты, или поликсениды (лат. Polyxenida) — отряд двупарноногих многоножек из монотипического подкласса (или инфракласса) Penicillata. Около 80 видов.

## Распространение
Встречаются повсеместно, главным образом, в тропиках: Азия, Африка, Европа, Северная и Южная Америка, Австралия, Гавайские острова. Крайняя южная точка ареала указана на границе с Антарктикой: вид Propolyxenus patagonicus найден на юге Аргентины (Санта-Крус, около 50° ю. ш.) и возможно нахождение около мыса Горн.

## Описание
Тело состоит из 11—13 сегментов (минимальное число среди всего класса двупарноногие) и покрыто пучками волосков (трихомы). Параноты и дорсальная бороздка отсутствуют. Голова крупная и округлая; глаза мелкие, представлены 1—3 оцеллиями. 

## Размножение
Кистевики - единственная группа двупарноногих многоножек, которые вместо совокупления используют непрямой перенос спермы с помощью сперматофоров, то есть оплодотворение у них не предполагает прямого контакта самца и самки. В этом отношении они похожи на пауропод. 

## Палеонтология
Древнейшие кистевики найдены в меловых янтарях Ливана, Франции и Мьянмы. Некоторые исследователи включают в состав кистевиков также гигантских многоножек артроплевр, известных из палеозойских отложений. 

## Классификация
Два надсемейства, 4 семейства, около 80 видов и несколько родов неопределённой систематической принадлежности:
- Надсемейство Polyxenoidea Lucas, 1940
  - Семейство Hypogexenidae Schubart, 1947 (1 вид)
    - Hypogexenus Silvestri, 1903
      - Hypogexenus pusillus Silvestri, 1903

  - Семейство Lophoproctidae Silvestri, 1897 (30 видов)
    - Alloproctinus — Alloproctoides — Alloproctus — Ancistroxenus — Lophoproctinus — Lophoproctus — Lophoturus — Plesioproctus

  - Семейство Polyxenidae Lucas, 1840 (около 20 родов и 50 видов)
    - Afraustraloxenodes — Allographis — Anopsxenus — Chilexenus — Eudigraphis — Macroxenodes — Macroxenus — Mauritixenus — Mesoxenontus — Miopsxenus — Monographis — Monoxenus — Pauropsxenus — Pollyxenus — Polyxenus — Propolyxenus — Saroxenus — Silvestrus — Typhloxenus — Unixenus — † Electroxenus — † Libanoxenus
- Надсемейство Synxenoidea Silvestri, 1923
  - Семейство Synxenidae Silvestri, 1923 (около 10 видов)
    - Koubanus — Kubanus — Lophonotus — Phryssonotus — Schindalmonotus — Synxenus
- Роды incertae sedis
  - Ankistroxenus — Apoxenus — Barroxenus — Oroxenus — Polyxenella — Trichoproctus